# Liechtensteinisches Landesgesetzblatt
Das Liechtensteinische Landesgesetzblatt ist das amtliche Kundmachungsorgan des Fürstentums Liechtenstein für rechtsetzende Vorschriften (Rechtsvorschriften). Im Amtsblatt des Fürstentums Liechtenstein hingegen werden alle anderen, nicht rechtsetzenden Vorschriften und Anordnungen sowie amtliche Mitteilungen kundgemacht.

## Herausgeber
Das Liechtensteinische Landesgesetzblatt wird, wie das Amtsblatt, von der Regierung des Fürstentums Liechtenstein herausgegeben.

## Geschichte
Vor der Einführung des Landesgesetzblattes in Liechtenstein als Publikationseinrichtung für Rechtsvorschriften wurden Fürstliche Verordnungen, Instruktionen, Hofdekrete und Hofkanzleidekrete nicht gleichmässig publiziert.
Das Landesgesetzblatt  wurde in Liechtenstein aufgrund der Verordnung vom 20. Juni 1863 betreffend die Einführung eines Landesgesetzblattes zur Kundmachung der Gesetze und Verordnungen, LGBl 2/1863, eingeführt. Diese Verordnung von 1863 wurde durch das Kundmachungsgesetz 1985 ersetzt.
Gemäss Art 19 Kundmachungsgesetz waren Rechtsvorschriften, die nach bis dahin geltendem Recht nicht im Landesgesetzblatt kundgemacht worden sind aber weiterhin in Geltung stehen sollten, innert fünf Jahren nach Inkrafttreten des Kundmachungsgesetzes ordentlich kundzumachen, wenn sie die Voraussetzungen des neuen Rechts erfüllten.

## Landesgesetzblatt

### Inhalt
Im Landesgesetzblatt sind kundzumachen (Art 3 Kundmachungsgesetz, LGBl 41/1985):
1. Gesetzesbeschlüsse
2. Finanzbeschlüsse
3. Staatsverträge, Beschlüsse internationaler Organisationen sowie Rechtsvorschriften, die aufgrund völkerrechtlicher Verträge anwendbar sind;[7]
4. Verwaltungsvereinbarungen
5. Entscheidungen des Staatsgerichtshofes auf Aufhebung von Gesetzen oder Verordnungen
6. Geschäftsordnungen des Landtags, der Regierung und der Gerichte
7. Verordnungen
8. Verwaltungsverordnungen, sofern sie nicht ausschliesslich an die Dienststellen der Landesverwaltung gerichtet sind
9. Kundmachungen, soweit dies in anderen Rechtsvorschriften angeordnet wird
10. Beschlüsse des Gemeinsamen EWR-Ausschusses gemäss Art. 102 Abs. 1 des Abkommens vom 2. Mai 1992 über den Europäischen Wirtschaftsraum
11. Berichtigungen von Kundmachungen gemäss Art. 13b Kundmachungsgesetz.

Die Kundmachung der Rechtsvorschriften enthält in der Regel den vollständigen Wortlaut der Rechtsvorschriften. In bestimmten, im Gesetz vorgesehenen Fällen, kann die Kundmachung in vereinfachter Form oder vorerst auf andere Weise erfolgen.

### Kundmachung
Eine ausserordentliche Kundmachung kann, mit Ausnahme von Gesetzen und Finanzbeschlüssen, auch vorab in elektronischen Medien, periodischen Druckschriften oder durch öffentliche Anschläge erfolgen (Art 12 Kundmachungsgesetz).
Die verbindliche Kraft einer im Landesgesetzblatt kundgemachten Rechtsvorschrift beginnt, sofern nicht etwas anderes ausdrücklich bestimmt worden ist, nach Ablauf von acht Tagen, seitdem das Landesgesetzblatt herausgegeben worden ist (elektronisch in LILEX bereitgestellt wurde. Gemäss Art 8 Kundmachungsgesetz idF LGBl 174/2012 ist die verbindliche Fassung des Landesgesetzblattes unter www.gesetze.li zu publizieren).

### Form
Das Liechtensteinische Landesgesetzblatt in der gedruckten Ausgabe und in der elektronischen Ausgabe wird in Form einer chronologischen sowie einer systematischen Sammlung publiziert. Gemäss Art. 13a Kundmachungsgesetz muss der Zugang zu Rechtsvorschriften jederzeit ohne Identitätsnachweis möglich sein; Rechtsvorschriften können von jedermann unentgeltlich (z. B. auf dem eigenen Drucker) ausgedruckt werden (Abs. 1). Jedermann kann Rechtsvorschriften in ausgedruckter Form gegen eine von der Regierung mit Verordnung bestimmte Gebühr bei der Regierungskanzlei beziehen (Abs. 2). Gemäss Art 13a Abs. 3 Kundmachungsgesetz kann die Regierung „mit Verordnung für die Verwertung von im Landesgesetzblatt kundgemachten Rechtsvorschriften durch Dritte Gebühren und besondere Bedingungen festlegen.“

#### Chronologische Sammlung
Die chronologische Sammlung ist gemäss Art 5 Kundmachungsgesetz eine fortlaufende Sammlung der in Stückfolge herausgegebenen Landesgesetzblätter. Dabei wird jede publizierte Rechtsvorschrift in einem eigenen Stück kundgemacht, die innerhalb eines Kalenderjahres fortlaufend durchnummeriert werden. Der Tag der Herausgabe ist dabei auf jedem Stück des Landesgesetzblattes anzugeben.
Bei Rechtsvorschriften ist die in der chronologischen Sammlung kundgemachte Fassung und nach Art 9 Kundmachungsgesetz signierte elektronische Fassung einer Rechtsvorschrift massgebend (Art 7 Kundmachungsgesetz).

#### Systematische Sammlung
Die systematische Sammlung des Liechtensteinischen Landesgesetzblattes ist eine bereinigte und nach Sachgebieten geordnete Sammlung der noch geltenden Rechtsvorschriften. Die verwendeten Sachgebiete (Aufbau der LILEX-Datenbank) orientieren sich dabei weitgehend an der systematischen Sammlung des Bundesrechtes in der Schweiz (SR).

#### Register
Die Regierung gab gemäss Art 8 Kundmachungsgesetz a.F. bis zum 31. Dezember 2012 jährlich ein Register der in der chronologischen und systematischen Sammlung enthaltenen Rechtsvorschriften heraus.

## Elektronisches Landesgesetzblatt
Elektronisch sind die Landesgesetzblätter über die Datenbank LILEX abrufbar. Seit 1. Januar 2013 ist die elektronisch kundgemachte Rechtsvorschrift (als signiertes PDF-Dokument) die rechtlich verbindliche Fassung. Diese verbindliche Fassung richtet sich vom Aufbau weitgehend nach dem österreichischen Rechtsinformationssystem (RIS) und löste das Landesgesetzblatt in Liechtenstein in gedruckter Form ab.

## Besonderheiten

### Rechtsvorschriften aus dem EWR-Abkommen
Rechtsvorschriften, die in Liechtenstein aufgrund des EWR-Abkommens Geltung erlangen, sind auf Grundlage des Gesetzes vom 22. März 1995 über die Umsetzung und Kundmachung der EWR-Rechtsvorschriften (LGBl 99/1995) und der Verordnung vom 31. Mai 1995 über die EWR-Rechtssammlung  (LGBl 146/1995) in einer eigenen EWR-Rechtssammlung herauszugeben.  Die EWR-Rechtssammlung wurde bis 31. Dezember 2012 in Form einer Loseblatt-Sammlung herausgegeben und kann nun gemäss Kundmachungsgesetz (LGBL 41/1985) elektronisch publiziert werden. Diese wird von der liechtensteinischen Regierung herausgegeben und ist ein integrierender Bestandteil des Liechtensteinischen Landesgesetzblattes. Im Liechtensteinischen Landesgesetzblatt selbst wird lediglich das Inkrafttreten der EWR-Rechtsvorschriften von der Regierung kundgemacht (Bekanntgabe des Titels der EWR-Rechtsvorschrift). Die EWR-Rechtssammlung muss der interessierten Bevölkerung an den von der Regierung mit Verordnung vorher bestimmten Orten während der Amtsstunden zur Einsichtnahme und zum (gebührenpflichtigen) Ausdruck zur Verfügung stehen. Die EWR-Rechtssammlung kann auch bei der Regierungskanzlei kostenpflichtig bezogen werden.
Die Regierung ist verpflichtet, ein Register der in der EWR-Rechtssammlung kundgemachten Rechtsvorschriften zu erstellen.

### Schweizerische Rechtsvorschriften
Schweizerische Rechtsvorschriften, welche im Fürstentum Liechtenstein für anwendbar erklärt wurden (überwiegend wegen des bestehenden Zollvertrages), werden von der Regierung regelmässig in vereinfachter Form im Liechtensteinischen Landesgesetzblatt kundgemacht. Form, Zeitpunkt und Erscheinungsweise der Kundmachung werden von der Regierung bestimmt. Die Bekanntgabe des Titels und in der Angabe der Fundstelle oder Bezugsquelle im Landesgesetzblatt reicht dabei für die verbindliche Kundmachung aus. Die liechtensteinische Regierung gibt regelmässig ein Register der Schweizerischen Rechtsvorschriften heraus.
Die interessierte Bevölkerung kann die Schweizerischen Rechtsvorschriften:
- Bereinigte Sammlung der Bundesgesetze und Verordnungen 1848–1947 (BS),
- Amtliche Sammlung des Bundesrechts (AS) sowie die
- Systematische Sammlung des Bundesrechts (SR)

in der Regierungskanzlei zu Amtszeiten sowie in der Landesbibliothek einsehen. Verbindlich ist auch für die liechtensteinischen Normunterworfenen nur der Text der Schweizerischen Rechtsvorschriften, der sich in der Bereinigten Sammlung der Bundesgesetze und Verordnungen 1848–1947 (BS) und in der Amtlichen Sammlung des Bundesrechts (AS) kundgemachte Fassung, findet.
Schweizerischen Rechtsvorschriften treten mit der Publikation im Liechtensteinischen Landesgesetzblatt in Kraft bzw. ausser Kraft. Im Zweifel treten sie am Tage der Kundmachung im Liechtensteinischen Landesgesetzblatt in Kraft.